# Nowoseliwka (rejon starobielski)
Nowoseliwka (ukr. Новоселівка) – wieś na Ukrainie, w obwodzie ługańskim, w rejonie starobielskim, w hromadzie Starobielsk. W 2001 liczyła 459 mieszkańców, spośród których 386 wskazało jako ojczysty język ukraiński, 73 rosyjski, 6 białoruski, a 10 inny.